# Neoborbonismo

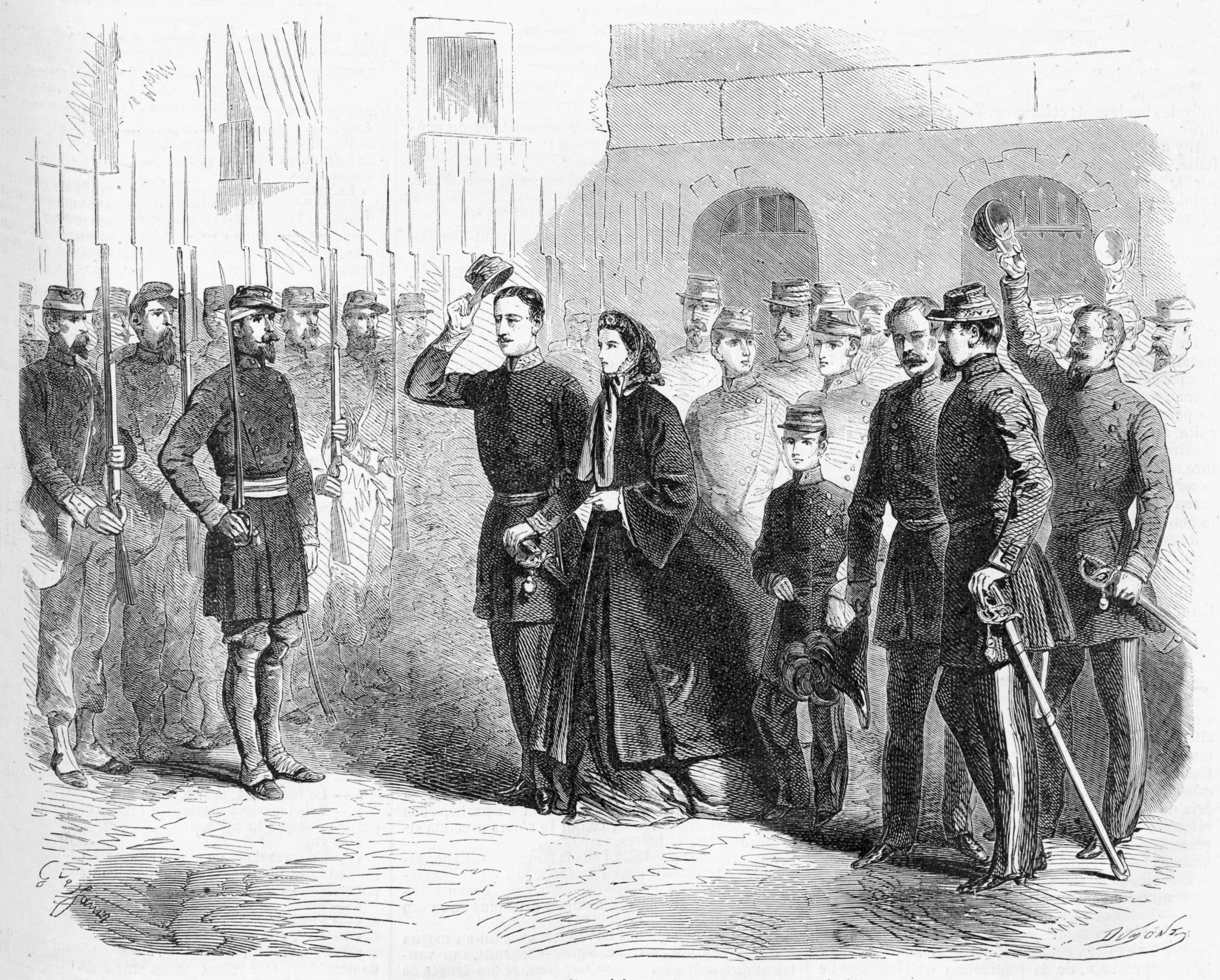
Francesco II di Borbone saluta la guarnigione di Gaeta il 13 febbraio 1861

Il neoborbonismo è un movimento separatista che vede il Regno delle Due Sicilie borbonico in ottica nostalgica ed enfatizzante. Il movimento nasce verso gli anni '90 del XX secolo con la creazione dei movimenti autonomisti in Italia e ha subito un notevole impulso negli anni attorno al 2011, in coincidenza con le celebrazioni del 150º anniversario dell'Unità d'Italia.
Le pubblicazioni e le idee legate al neoborbonismo sono considerate pseudostoria, poiché vengono effettuate alterazioni storiografiche del Risorgimento a scopo revisionistico.
Ciò portò il Corriere del Mezzogiorno a parlarne come «revanscismo neoborbonico, in gran voga negli ultimi anni». Il termine, inesistente nei primi 100 anni dopo l'Unità d'Italia, fu utilizzato per la prima volta nel 1960.
Questa tendenza interpretativa acritica è sostenuta nel XXI secolo da piccoli movimenti politici, ad esempio il Movimento di Insorgenza Civile, Movimento Neoborbonico, Movimento Popolare 2 Sicilie, siti internet amatoriali e da pubblicazioni editoriali.

## Storia
La resa di Gaeta, avvenuta il 13 febbraio 1861, ha marcato la fine del regno borbonico delle Due Sicilie. Da allora, alcuni temi della propaganda borbonica e legittimista sviluppatisi durante la Spedizione dei Mille e proseguiti nel corso del brigantaggio postunitario, quale la sconfitta militare causata da tradimenti interni, l'interpretazione del raggiungimento dell'unità italiana come invasione piemontese, furono rielaborati in opposizione alla storiografia accademica. 
Queste visioni furono caricate sia di argomenti polemici, come le presunte trame inglesi e massoniche contro il regno di cui avrebbero provocato la fine, la forte enfasi delle stragi compiute dal Regio Esercito nella repressione del brigantaggio, e sia di presunti argomenti di eccellenza borbonica quali l'esemplarità della famiglia reale, e la proclamazione di primati del regno e della città di Napoli. Questa linea di pensiero, minoritaria e inizialmente collegata con l'opposizione cattolica al nuovo Stato, non fu in grado di partecipare, e quindi dare il suo contributo, al confronto sulla questione meridionale, che si andava sviluppando tra gli intellettuali italiani.

### Dopo la prima guerra mondiale

Differenza in punti percentuali tra i voti per la Repubblica e quelli per la Monarchia (il rosso/arancione indica la prevalenza della scelta monarchica). Premere sull'immagine per [ aprire il file SVG interattivo] con i dati

Il discorso nostalgico scomparve con la prima guerra mondiale e l'avvento del fascismo, scomparsa favorita dal cambio di posizione dei cattolici, che con Luigi Sturzo si disfecero dei «fossili neoborbonici» e il legittimismo napoletano sembrò trovare un'integrazione nella monarchia sabauda, tant'è vero che la causa sabauda ebbe nel Mezzogiorno il maggior sostegno nell'ultimo periodo di esistenza del Regno d'Italia.
Il pensiero neoborbonico riapparve nel secondo dopoguerra, con sfumature nostalgiche, che non raggiunsero mai la capacità di divenire partecipi alla vita politica e culturale, nonostante quelli fossero gli anni in cui il dibattito sulla questione meridionale si sviluppò, oltre che nei circoli intellettuali, anche nei partiti di massa. Solamente in campo letterario è segnalata la trilogia romanzesca antirisorgimentale del cattolico ultraconservatore Carlo Alianello, di cui due opere, L'Alfiere e L'eredità della priora, furono anche trasposte in sceneggiati televisivi dalla Rai rispettivamente nel 1956 in sei puntate e nel 1980 in sette puntate; un altro scrittore, Mario Monti, affrontò il tema del brigantaggio post unitario con una serie di opere, in cui le vicende tuttavia erano trattate con un parallelismo alle storie western.
Il tema del brigantaggio, già presente nella biografia Cristo si è fermato a Eboli di Carlo Levi, uscito nel 1945, venne riconsiderato e ampiamente dibattuto da settori della storiografia marxista, sia quella accademica ortodossa, sia quella legata ai circoli della sinistra extraparlamentare, come Renzo Del Carria nel suo Proletari senza rivoluzione (1966); in questi casi la chiave di lettura critica degli eventi è quella gramsciana del Risorgimento come mancata rivoluzione sociale del proletariato italiano, ben lontana e agli antipodi da qualunque posizione legittimista neoborbonica. Questo dibattito fu esteso anche ad altre aree culturali, favorendo ricerche e recuperi di canti e tradizioni popolari, come quelle effettuate dalla Nuova Compagnia di Canto Popolare.

### Dalla fine del XX secolo
La ripresa dell'ideologia neoborbonica avvenne negli ultimi anni del Novecento in sintonia con la comparsa in Italia dei movimenti indipendentisti locali, sull'onda del successo della Lega Lombarda, che nel Sud Italia si tradusse soprattutto nella nascita di numerose associazioni locali, gruppi storici, case editrici da cui la produzione di numerosi libri al riguardo, e poi siti internet e blog, che sistematicamente riprodussero, riscrissero e amplificarono i temi della propaganda borbonica senza considerare i risultati della analisi storiografiche susseguitesi nel tempo alla caduta del regno, neppure quelli derivanti dall'interpretazione marxista del brigantaggio, basandosi esclusivamente su interpretazione personali e nessuna fonte storica. Il fenomeno ha raggiunto il suo apice con l'opposizione ai festeggiamenti per il 150º centenario dell'unità d'Italia, arrivando a proporre una mitologia neoborbonica basata su un «canone nazionalista ottocentesco con la sua ossessione per le comunità violate, il sangue dei martiri, l'onore degli eroi e delle eroine, l'empietà dei traditori, la crudeltà dei nemici», identico, ma di segno opposto alla vecchia retorica risorgimentale ormai desueta.
In questi anni apparvero per la prima volta nella produzione editoriale affermazioni basate su falsi storici. Fra cui:
- si sostenne che il Regno delle Due Sicilie fosse all'avanguardia tecnologica ed economica in Europa, attribuendo a esso un lungo elenco di scoperte, invenzioni e primati in ogni campo dello scibile umano;[14]
- si asserì che la repressione del brigantaggio avesse comportato un genocidio con cifre prossime al milione di morti[15] e l'istituzione di veri e propri campi di sterminio, uno dei quali sarebbe stato il Forte di Fenestrelle.

Tali argomentazioni sono state evidenziate dagli storici quali vere e proprie bufale e mistificazioni. Lo storico Alessandro Barbero, che ha definito la vicenda di Fenestrelle «un'invenzione storiografica e mediatica», consultando i documenti originali dell'epoca, ha verificato come i prigionieri dell'ex esercito borbonico effettivamente detenuti nel forte furono poco più di mille e di questi solo quattro morirono durante la prigionia. Allo stesso modo le tesi sul genocidio sono state smentite da ogni rivista professionale del settore. Se per gli storici la questione è risolta, i neoborbonici, dopo aver invitato al boicottaggio del libro, rivolsero diverse contestazioni a Barbero, tra cui, durante un dibattito tra lo storico e Gennaro De Crescenzo organizzato dalla casa editrice Laterza a Bari il 5 dicembre 2012, quella di aver tratto le sue conclusioni consultando un numero limitato di documenti, ovvero 65 unità archivistiche su più di 2 773 consultabili negli archivi di Torino, ricevendo la risposta di aver visto le unità che «per comune consenso degli archivisti, erano quelle che con più probabilità contenevano documenti» e che «quando si fa una ricerca d'archivio si vanno a cercare le fonti dove è più probabile trovarle fino a quando non si sono raccolte abbastanza prove per avere un'idea chiara di cosa è successo».